# Porto–Lisboa

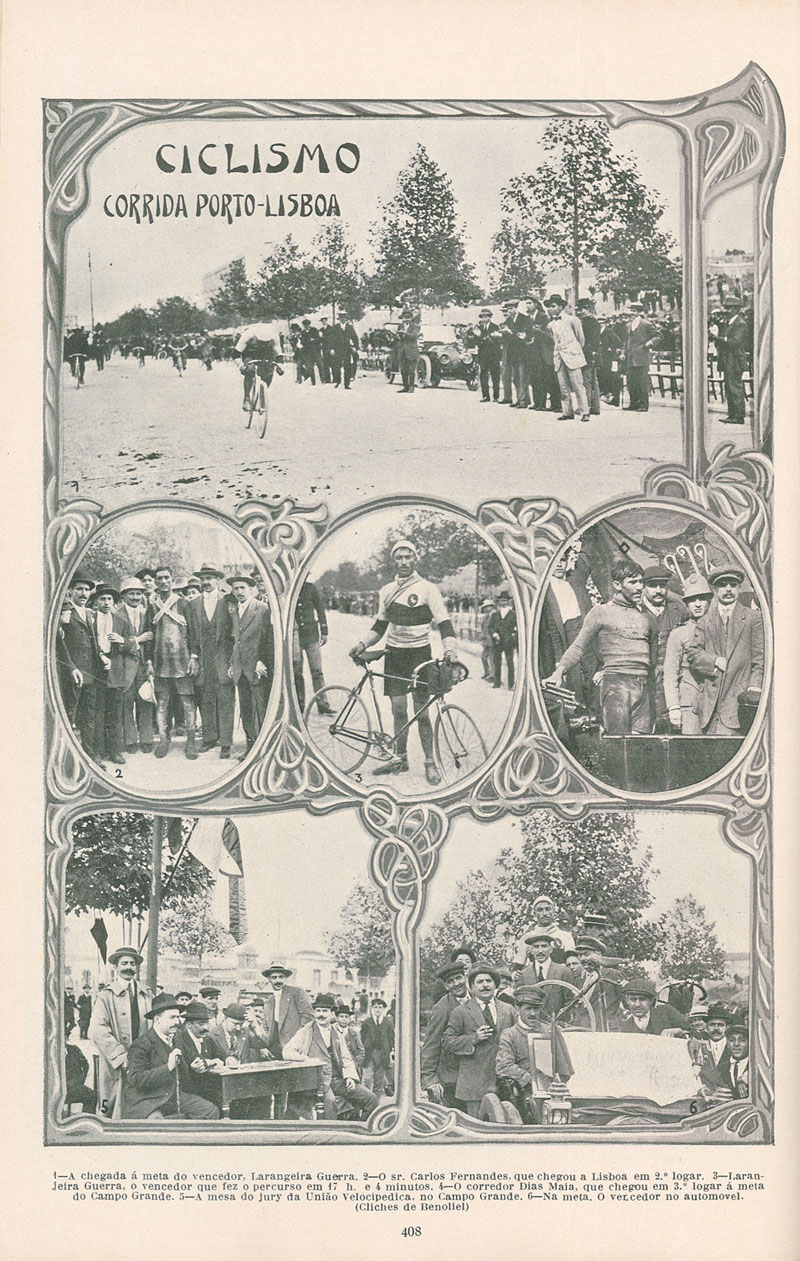
Plakat 1912

Streckenplan Porto-Lisboa

Porto–Lisboa (deutsch Porto–Lissabon) war ein portugiesisches Straßenradrennen. Es wurde von 1911 bis 2004 ausgetragen.

## Geschichte
Das Rennen fand ab 1911 jährlich am portugiesischen Nationalfeiertag Dia de Portugal, dem 10. Juni, statt. Die Strecke betrug rund 330 bis 340 Kilometer. Nachdem Bordeaux–Paris 1988 zum letzten Mal stattgefunden hatte, war Porto–Lisboa das längste Eintagesrennen im professionellen Radsport. Das Rennen startete jeweils in Porto, der zweitgrößten Stadt Portugals, und endete in der portugiesischen Hauptstadt Lissabon.
Porto–Lisboa galt als wichtigstes Radrennen Portugals. Es wurde dennoch meist in den späteren Zeit nur von portugiesischen Radsportteams bestritten und verlor an Bedeutung. Im Jahr 2002 wurde Porto-Lisboa als Staffelrennen für Dreierteams ausgetragen. Im Jahr 2004 fand die letzte Austragung statt. Seitdem ist Mailand–San Remo das längste Eintagesrennen.
Mit jeweils drei Siegen gehören die Portugiesen João Francisco, José Maria Nicolau, Fernando Mendes und Alexandre Ruas zu den erfolgreichsten Teilnehmern. Acht Ausländer gewannen das Rennen, darunter Charles George, dem Sieger des ersten Rennens, Walter Godefroot und Melchor Mauri, der als Erster im Jahr 2000 die Strecke unter acht Stunden beendete und damit mit sieben Stunden, 56 Minuten und 27 Sekunden den Streckenrekord hält.

## Palmarès
| Jahr  | Sieger                          | Team                               |
| ----- | ------------------------------- | ---------------------------------- |
| 1911  | Charles George                  | Sociedade Ciclista Lusitana        |
| 1912  | Laranjeira Guerra               | Sporting Lissabon                  |
| 1913  | Joaquim Dias Maia               | Sporting Lissabon                  |
| 1923  | José Conceição                  | SC Bombarralense                   |
| 1924  | José Conceição                  | SC Bombarralense                   |
| 1925  | Anibal Carreto                  | Individuell                        |
| 1926  | Anibal Carreto                  | Individuell                        |
| 1927  | João Francisco                  | Clube Atlético de Campo de Ourique |
| 1928  | João Francisco                  | Campo de Ourique                   |
| 1932  | José Maria Nicolau              | Benfica Lissabon                   |
| 1933  | João Francisco                  | Clube Atlético de Campo de Ourique |
| 1934  | José Maria Nicolau              | Benfica Lissabon                   |
| 1935  | José Maria Nicolau              | Benfica Lissabon                   |
| 1936  | Alfredo Trindade                | Sporting Lissabon                  |
| 1937  | José Brás Júnior                | Clube Atlético de Campo de Ourique |
| 1938  | Filipe Melo                     | Sporting Lissabon                  |
| 1939  | Ildefonso Rodrigues             | Sporting Lissabon                  |
| 1940  | Alfredo Oliveira                | Benfica Lissabon                   |
| 1941  | Francisco Inácio                | Sporting Lissabon                  |
| 1942  | Eduardo Lopes                   | A Iluminante                       |
| 1949  | Fernando Moreira                | FC Porto                           |
| 1951  | Amândio Cardoso                 | FC Porto                           |
| 1952  | Luciano Moreira de Sá           | FC Porto                           |
| 1953  | Luciano Moreira de Sá           | FC Porto                           |
| 1954  | Américo Raposo                  | Sporting Lissabon                  |
| 1956  | Fernando Henriques Silva        | Sangalhos                          |
| 1957  | Sousa Santos                    | FC Porto                           |
| 1958  | José Carlos de Pereira Carvalho | FC Porto                           |
| 1959  | Mário Sá                        | FC Porto                           |
| 1960  | Pedro Polainas                  | FC Porto                           |
| 1961  | Azevedo Maia                    | FC Porto                           |
| 1962  | Antonino Baptista               | Sangalhos                          |
| 1963  | João Roque                      | Sporting Lissabon                  |
| 1964  | Alcino Rodrigo                  | Benfica Lissabon                   |
| 1965  | José Pacheco                    | FC Porto                           |
| 1966  | Joaquim Leão                    | FC Porto                           |
| 1967  | Walter Godefroot                | Flandria                           |
| 1968  | Eric Leman                      | Flandria                           |
| 1969  | Emiliano Dionísio               | Sporting Lissabon                  |
| 1970  | Joaquim Leite                   | FC Porto                           |
| 1971  | Fernando Mendes                 | Benfica Lissabon                   |
| 1972  | Fernando Mendes                 | Benfica Lissabon                   |
| 1973  | Fernando Mendes                 | Benfica Lissabon                   |
| 1974  | Leonel Miranda                  | Sporting Lissabon                  |
| 1975  | Fernando Vieira                 | Benfica Lissabon                   |
| 1976  | Venceslau Fernandes             | Sangalhos                          |
| 1977  | Flávio Henriques                | Sangalhos                          |
| 1978  | José Luís Pacheco               | Lusotex                            |
| 1979  | Manuel Gonçalves                | Centro de Ciclismo de Loulé        |
| 1980  | Alexandre Ruas                  | Coelima                            |
| 1981  | José Amaro                      | FC Porto                           |
| 1982* | Alexandre Ruas                  | Lousa-Trinaranjus                  |
| 1983  | Marco Chagas                    | Mako-Jeans                         |
| 1984  | Alexandre Ruas                  | FC Porto                           |
| 1985  | Vitor Rodrigues                 | Bombarralense                      |
| 1986  | Carlos Santos                   | Lousa                              |
| 1987  | Américo Neves da Silva          | Sporting Lissabon                  |
| 1988  | José Xavier                     | Centro de Ciclismo de Loulé        |
| 1989  | Fernando Valente                | SC União Torreense                 |
| 1990  | Joaquim Andrade                 | SC União Torreense                 |
| 1991  | Paulo Pinto                     | Campocarne                         |
| 1992  | Oleg Logwin                     | CD Feirense                        |
| 1993  | Rui Bela                        | W52-Quintanilha-Felgueiras         |
| 1994  | Paulo Ferreira                  | Sirla da Maia-Jumbo                |
| 1995  | Jorge Henriques                 | Maia-Jumbo                         |
| 1996  | Cássio Freitas                  | Maia-Jumbo-CIN                     |
| 1997  | Cândido Barbosa                 | Maia-CIN                           |
| 1998  | Atanas Petrov                   | Gresco-Tavira-Progecer             |
| 1999  | Quintino Rodrigues              | Benfica Lissabon                   |
| 2000  | Melchor Mauri                   | Benfica Lissabon                   |
| 2001  | Unai Yus                        | Cantanhede-Marques de Marialva     |
| 2002  | Carvalhelhos-Boavista           |                                    |
| 2003  | Pedro Soeíro                    | Carvalhelhos-Boavista              |
| 2004  | Pedro Soeíro                    | Carvalhelhos-Boavista              |

* 1982 wurde das Rennen in Alcobaça auf Grund von Protesten der Bevölkerung abgebrochen und der Gewinner der Strecke „Porto–Coimbra“ als Sieger gewertet.